# 大峯山寺
大峯山寺（おおみねさんじ）は、奈良県吉野郡天川村にある修験道の寺院である。大峯山山上ヶ岳の山頂に建つ。平安時代初期から現在に至るまで女人禁制で、毎年5月3日に戸開式（とあけしき）、9月23日に戸閉式（とじめしき）が行われる。世界遺産「紀伊山地の霊場と参詣道」の一部として登録されている。役行者霊蹟札所。

## 歴史
大峯山寺は、役小角（役行者神変大菩薩）を伝承的な開祖とする修験道の寺院で、大峯山系（大峰山脈）の中ほどに位置する山上ヶ岳（1719.2m）の山頂近くに本堂があり、蔵王権現像を祀っている。吉野山にある金峯山寺本堂（蔵王堂）を「山下（さんげ）の蔵王堂」と言うのに対し、大峯山寺本堂は「山上の蔵王堂」と呼ばれている。山上と山下の蔵王堂は20数キロメートル離れており、現在では別個の寺院になっているが、両者は元来「金峯山寺」という一つの修験寺院の一部であり、現在のように吉野山の金峯山寺と山上ヶ岳の大峯山寺とに分かれるのは近代以降のことである。
「金峯山」および「大峯山」とは単独の峰を指す呼称ではなく、信仰および修行の場としての山々の総称である。「金峯山」とは、吉野山から山上ヶ岳に至る山岳聖地全体を指し、そこに点在する寺院群の総体が「金峯山寺」であった。一方、「大峯山」とは、大普賢岳、弥山、八経ヶ岳、釈迦ヶ岳などを含む大峯山系の山々の総称である。吉野山から大峯山系を経て熊野の熊野本宮大社に至る約80キロメートルの道を「大峯奥駈道」と言い、修験者の修行の道となっている。
大峯山寺本堂の草創については定かでない。伝承によれば、7世紀末に修験道の祖である役小角が、金峯山で感得した蔵王権現を刻んで本尊とし、蔵王堂を建てたとされる。その後、天平年間に行基が大改築を行い、参詣困難な山頂の蔵王堂に代わって山下にも蔵王堂（吉野・金峯山寺）を建てたとする伝承もある。平安時代初期には一時衰退した時期もあったが、9世紀末に真言宗の僧・聖宝（理源大師）によって再興され、10世紀以降、皇族・貴族の参詣が相次いだ。戦国時代には一向宗と争って山上の本堂などを焼失するが、江戸時代になって再建された。（吉野・大峯の歴史については、「金峯山寺」の項も参照）

## 山内

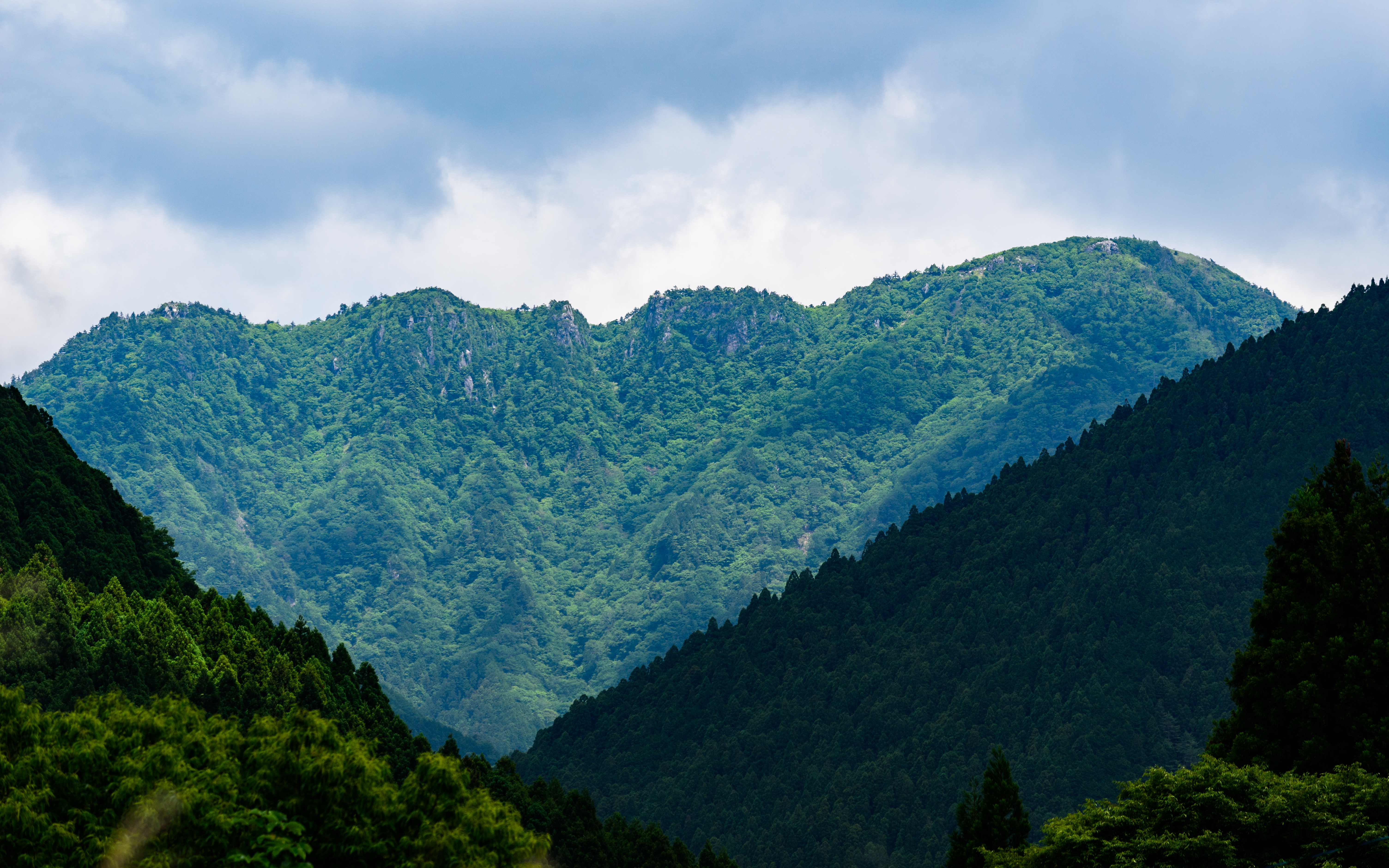
山上ヶ岳

大峯山寺本堂へは、吉野山からの尾根道もあるが、一般の参拝者は麓の天川村の洞川（どろがわ）から山上ヶ岳を登る。洞川からは徒歩約4時間。登山口の大峯大橋からでも片道約3時間の登山となる」母公堂を過ぎて大峯大橋の先にある「女人結界門」から先は、女人禁制の習慣が今でも守られ、女性の入山は禁止されている。日本各地のかつて女人禁制とされていた他の仏教系の霊場は今日男女の区別なく公開されているが、大峯山寺は現在も女人禁制を守っている。1,300年来の伝統を守るべきだとする意見がある一方で、女人禁制は女性に対する差別であるとして反発する動きもある。
大峯大橋から大峯山寺本堂への登山道は整備され、途中にはいくつかの茶屋が設けられている。大峯大橋から一の瀬茶屋跡、一本松茶屋を経てしばらく行くと、「役行者お助け水」と称する水場がある。そこからさらに行くと洞辻（どろつじ）茶屋があり、ここで吉野山からの大峯奥駈道と合流する。その先にはダラニスケ（ダラスケ）茶屋という、麓の薬店（「陀羅尼助丸」という医薬品を製造販売している）が建てた茶屋が2ヶ所に分かれてある。茶屋はすべて登山道を覆うように建てられており、必ず建物内を通過することになる。その先には「油こぼし」「鐘掛岩」「西の覗き」などと称される鎖場の難所（表の行場）が続く。中でも「西の覗き」と称される行場は著名で、これは絶壁の縁から命綱をつけて身を乗り出し、仏の世界を垣間見ようとするものである。難所にはすべて安全な迂回路が整備されている。「西の覗き」を過ぎると後述の護持院によって運営される5軒の宿坊が建ち並び、その先に本堂が建つ。本堂裏手には鎖もない断崖絶壁で命綱もつけずに修行をする「裏の行場」がある。西の覗きは先達（案内人）によって命綱が支持され、裏の行場は先達の案内なしでの立ち入りが禁止されている。
なお、大峯山寺本堂について「日本最高所にある重要文化財建造物」等と紹介されることがあるが、現在重要文化財指定の建造物で最も標高の高い地点にあるのは、富山県の立山室堂である。

## 宿坊

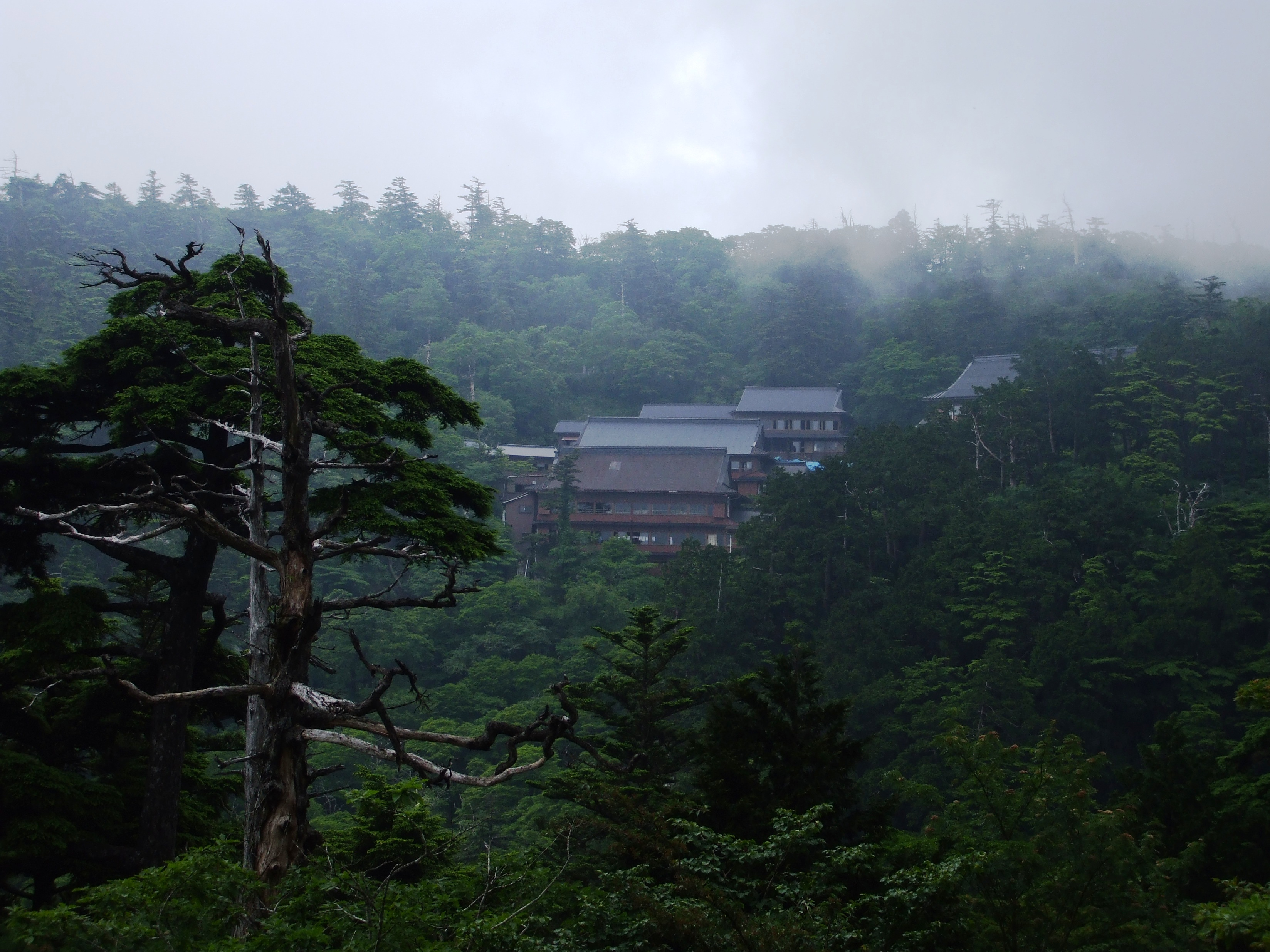
宿坊群・左手前から竹林院・東南院・喜蔵院。喜蔵院の右が桜本坊。龍泉寺は見えていない。

大峯山寺は、「護持院」と称される5つの寺院が交替で維持管理に当たっている。護持院は桜本坊（金峯山修験本宗）、竹林院（単立）、東南院（金峯山修験本宗）、喜蔵院（本山修験宗）、龍泉寺（真言宗醍醐派）の5か寺である。うち龍泉寺は山上ヶ岳の麓の天川村洞川（どろがわ）に本寺があり、他の4か寺の本寺は吉野山にある。大峯山寺本堂の手前5分ほどのところにはこれら5か寺の宿坊が固まって立地している（営業期間は、5月3日 - 9月21日まで）。宿坊であるので、宿泊施設1階の食堂に面して本尊が祀られており、喜蔵院には蔵王権現が、他の4宿坊には神変大菩薩が安置されている。すべての宿坊は信者だけではなく一般登山者も山小屋代わりに宿泊でき、山頂に近い立地にもかかわらず風呂があるがサービス施設でなく精進潔斎のための施設とされている。食事は精進料理であるが、量は多くなく質素な内容である。女人禁制の区域にあるため宿泊者は男性に限られる。そのため浴室の更衣室が通路や玄関から丸見えの宿坊があるなど、女性がいないことを前提とした造りが見られる（宿坊の申し込みは護持院である5か寺へ）。

## 建造物

### 本堂（重要文化財）

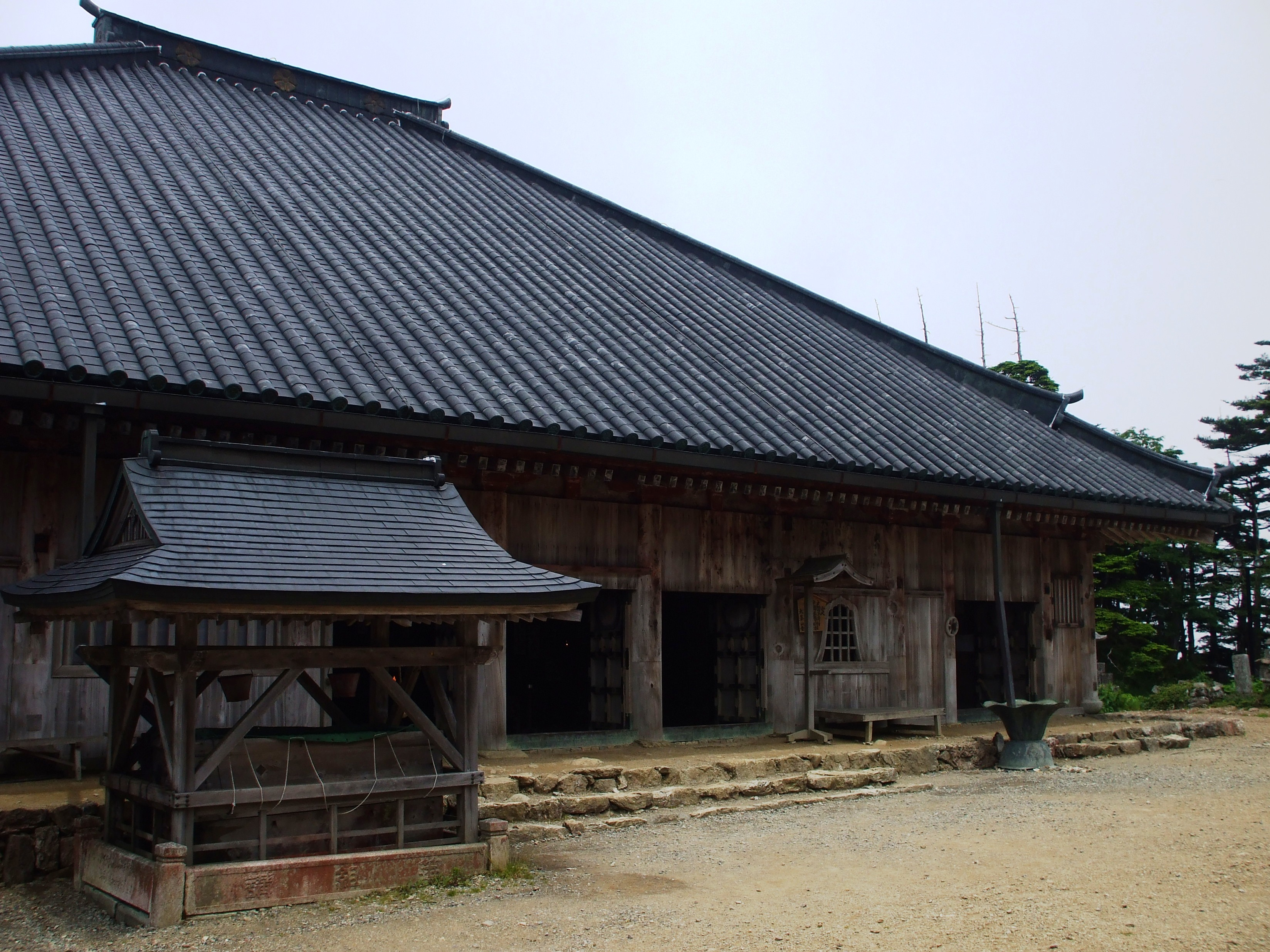
大峯山寺本堂

元禄4年（1691年）に再建。山上蔵王堂とも呼ばれる。規模は約23×約19メートル、棟高約13メートルの寄棟造である。銅瓦および銅板葺き。内陣部分は元禄4年の建立だが、その後宝永3年（1706年）にかけて外陣部分の拡張が行われている。
本堂として734年（天平6年）創建以降も、何回も火災に遭って焼失し、鎌倉時代初期までは3×4間ぐらいの規模であったとされる。戦国時代の1534年（天文3年）に、一向宗本善寺の門徒に焼き討ちされ、1616年（元和2年）に木食快元（1573-1624）により再建されたとされる。

## 文化財

### 重要文化財
- 本堂

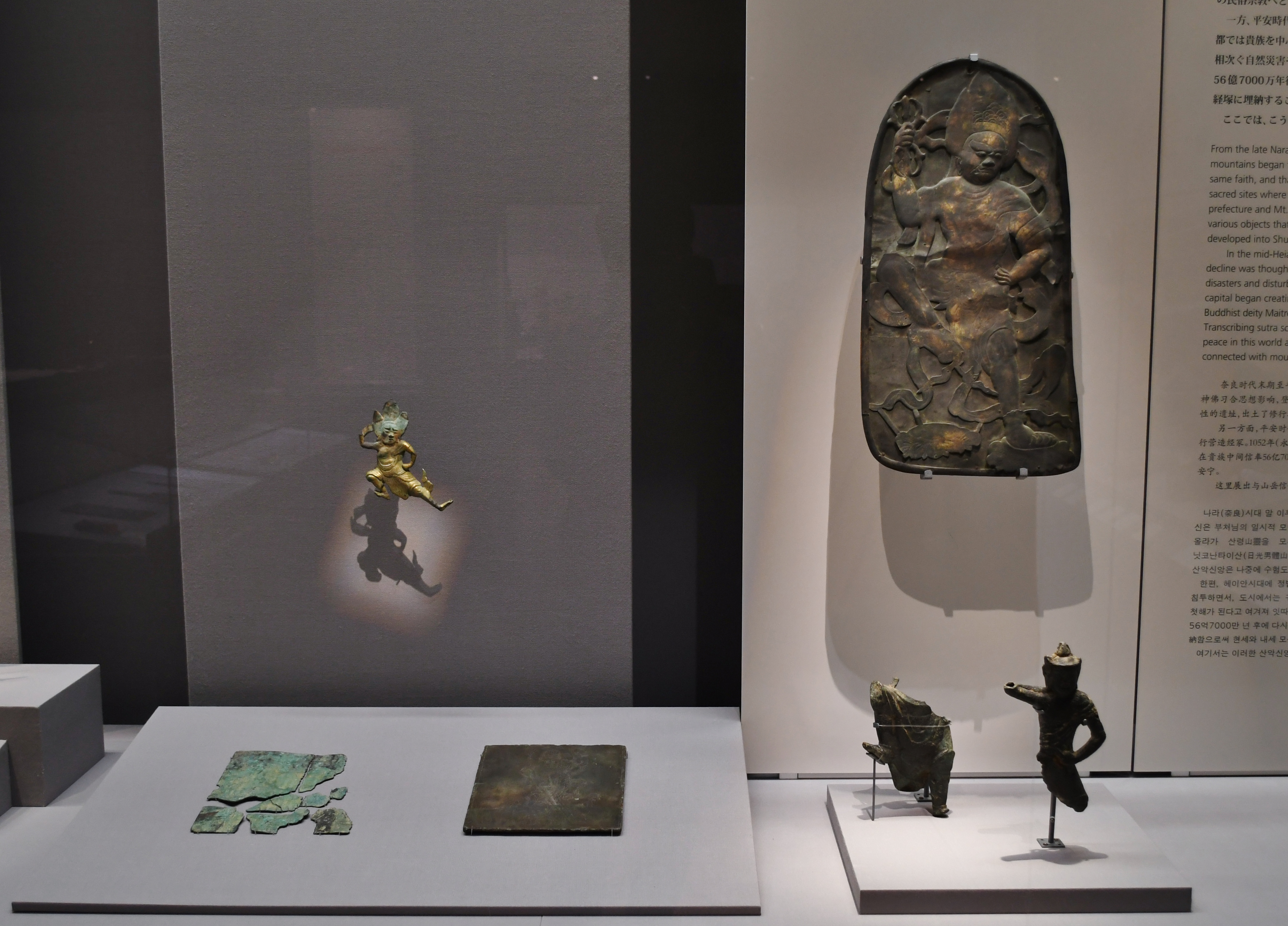
大峯山頂遺跡・金峯山 出土品
東京国立博物館展示。

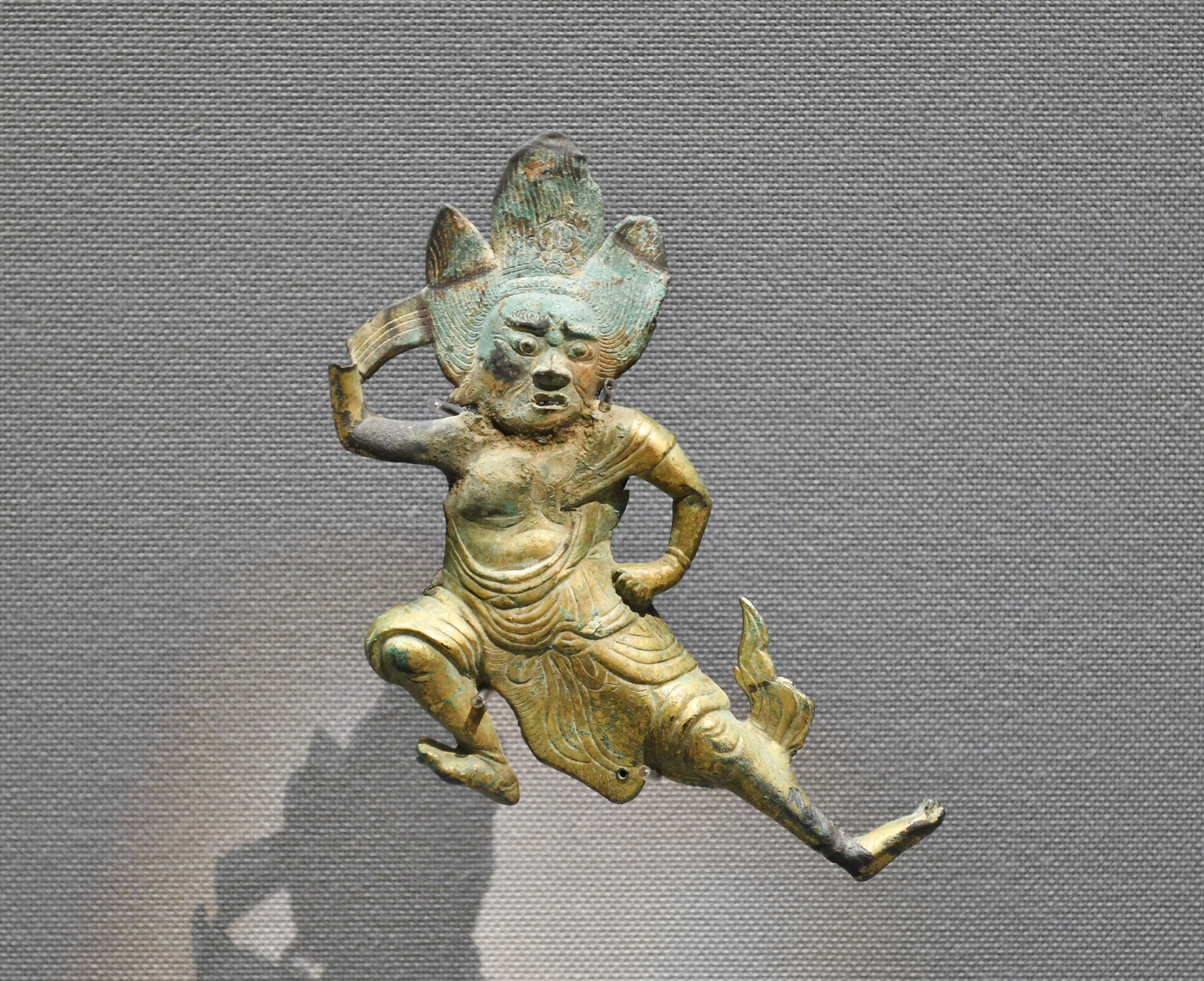
大峯山頂遺跡出土 押出蔵王権現像
東京国立博物館展示。

- 梵鐘 - 本堂内に所在。天慶7年（944年）の銘は追刻で、鐘自体は奈良時代の作。
- 大和金峰山山頂出土品 
  - 金銅板蔵王権現像 2面
  - 銅板鋳出蔵王権現像 2面
  - 銅造蔵王権現像 26躯
  - 金銅蔵王権現懸仏 2面
  - 金銅板線刻吉野曼荼羅図 1面
  - 銅板線刻中台八葉院図 1面
  - 銅板経残闕 3面分
  - 銅鏡 4面分（瑞花双鳥八稜鏡、瑞花双鳥五花鏡、松喰鶴鏡、方鏡残闕）
  - 金銅風鐸 1口
  - その他銅経筒、仏像、鏡像、懸仏銅鏡等残欠 一括
- 奈良県大峯山頂遺跡出土品 - 1983年から1986年にかけて行われた大峯山寺本堂の解体修理工事に伴う発掘調査によって出土した遺物一括である。中でも金造阿弥陀如来像と菩薩像（いずれも像高約3cm）は、銅像に金鍍金したものではなく、高純度の金で造られた仏像として稀有のものである。
  - 金造阿弥陀如来坐像
  - 金造菩薩坐像
  - 銅造蔵王権現像 1躯
  - 銅造仏像残欠 2躯分
  - 懸仏残欠 27面分
  - 銅板鋳出蔵王権現像 1面
  - 銅板経残欠 8枚分
  - 銅経筒残欠 一括
  - 銅鏡 残欠共 116面分
  - 独鈷杵・三鈷杵・五鈷杵 残欠共 7口分
  - 錫杖環残欠 9箇
  - 経巻軸頭 217箇
  - 鈴杏葉 1箇
  - 鈴 残欠共 52箇
  - 玉類 一括
  - 鉄槍残欠 2本
  - 銅銭 一括
  - 飾金具類残欠 一括
  - 附:銀製品残欠、銅製品残欠、ガラス製品残欠

以上の出土品は、東京国立博物館、奈良国立博物館、奈良県立橿原考古学研究所に寄託されている。

### 史跡
- 大峯山寺境内

## アクセス
- 近鉄吉野線下市口駅より奈良交通バス（洞川温泉行き）終点下車、徒歩約4時間（自家用車利用者は、有料駐車場のある登山口の大峯大橋（清浄大橋）から約3時間）